# Chlorotettix harmodios
Chlorotettix harmodios är en insektsart som beskrevs av Rauno E. Linnavuori 1973. Chlorotettix harmodios ingår i släktet Chlorotettix och familjen dvärgstritar. Inga underarter finns listade i Catalogue of Life.